# Largeasse

Largeasse este o comună în departamentul Deux-Sèvres, Franța. În 2009 avea o populație de 719 de locuitori.